# Четврти хрватски корпус НОВЈ
Четврти хрватски корпус НОВЈ формиран је 22. новембра 1942. године, наредбом Врховног команданта НОВ и ПОЈ Јосипа Броза Тита, као Први хрватски народноослободилачки ударни корпус. У његов састав тада су ушле све јединице на територији Хрватске: Шеста личка и Седма банијска и Осма кордунашка дивизија, као и три партизанска одреда.
За команданта Првог хрватског корпуса постављен је Иван Гошњак, народни херој, а за политичког комесара Већеслав Хољевац, народни херој. Формирањем штаба корпуса, престао је да постоји Штаб Прве оперативне зоне Хрватске, пошто су његове функције пренете на штаб корпуса.
Октобра 1943. године за команданта је постављен Иван Рукавина. Наредбом Врховног команданта НОВ и ПОЈ Први хрватски корпус преименован је 5. октобра 1943. у Четврти корпус НОВЈ. 9. новембра 1943. Шеста личка дивизија излази из састава Корпуса и улази у састав Првог пролетерског корпуса. 30. јануара 1944. из састава Корпуса излази и Тринаеста приморско-горанска дивизија, која улази у састав Једанаестог корпуса. Уместо ње, 30. јануара 1944. у састав Корпуса улази новоформирана 34. жумберачка дивизија, а 8. фебруара и новоформирана Унска оперативна група.

## Састав штаб 4. корпуса током рата
Команданти:
- Иван Гошњак
- Иван Рукавина
- Богдан Орешчанин
- Милош Шумоња

Политички комесар:
- Већеслав Хољевац

Заменици команданта за Кордунашку војну област:
- Станко Бјелајац
- Урош Крунић

Начелници Штаба:
- Богдан Орешчанин
- Милан Купрешанин
- Никола Грубор
- Петар Клеут
- Станко Бјелајац[1]

## Формација корпуса
4. јануар 1943:
| јединица       | укупно |
| -------------- | ------ |
| Штаб корпуса   |        |
| Шеста дивизија |        |
| Седма дивизија |        |
| Осма дивизија  |        |
| укупно         | 9.819  |

Наоружање 4. јануара 1943: 6.480 пушака, 275 пушкомитраљеза, 57 тешких митраљеза, 10 топова, 20 минобацача.
27. јули 1943:
| јединица           | официра и подофицира | војника | укупно |
| ------------------ | -------------------- | ------- | ------ |
| Штаб корпуса       | 12                   | 71      | 89     |
| Шеста дивизија     | 889                  | 2.184   | 3.073  |
| Осма дивизија      | 639                  | 2.247   | 2.886  |
| Тенковска чета     | 8                    | 28      | 36     |
| Артиљерија корпуса | 14                   | 138     | 152    |
| укупно             | 1.568                | 4.668   | 6.230  |

31. октобар 1944:
| јединица                                          | официра и подофицира | војника | укупно |
| ------------------------------------------------- | -------------------- | ------- | ------ |
| Штаб корпуса                                      | 336                  | 894     | 1.230  |
| Седма дивизија                                    |                      |         | 5.791  |
| Осма дивизија                                     |                      |         | 5.626  |
| 34. дивизија                                      |                      |         | 4.292  |
| Унска оперативна група                            |                      |         | 2.549  |
| Први и Други банијски НОПО                        |                      |         | 820    |
| Карловачки, Туропољско-посавски и Самоборски НОПО |                      |         | 987    |
| Центар за обуку                                   |                      |         | 1.310  |
| Команде војне области Корпуса                     |                      |         | 5.296  |
| укупно                                            | 5.367                | 23.873  | 29.240 |